# Chambre de commerce et d'industrie de Lyon
 (mars 2014).
La chambre de commerce et d'industrie de Lyon (ou CCI de Lyon) est une ancienne CCI du département du Rhône. Son siège était situé à Lyon dans le palais de la Bourse, place des Cordeliers.
Le 1er janvier 2016, la CCI de Lyon a fusionné avec la CCI de Saint-Étienne Montbrison et la CCI de Roanne Loire Nord pour former la chambre de commerce et d'industrie Lyon Métropole Saint-Étienne Roanne.

## Histoire
Le 20 juillet 1702, le roi Louis XIV signe les lettres patentes portant création de la chambre de commerce de Lyon, la troisième en France après la chambre de commerce de Marseille (1599) et celle de Dunkerque (1700).
La première délibération de ses membres a lieu le 21 août 1702. Elle a pour mission de défendre et de représenter les intérêts des commerçants et des industriels lyonnais auprès de l’autorité royale, puis des pouvoirs publics.
Le 28 juillet 1970, un décret ordonne la fusion de la chambre de commerce et d'industrie de Lyon avec son homologue de Tarare.
Les archives de l'ex CCI de Lyon conservent la mémoire de trois siècles d'histoire économique de la région lyonnaise. Elles sont désormais accessibles aux Archives départementales du Rhône.

## Fonctionnement
La chambre de commerce et d'industrie de Lyon était un établissement public placé sous la tutelle de l'État. Elle faisait partie de la chambre régionale de commerce et d'industrie Rhône-Alpes.
Plusieurs instances gouvernent la CCI : le Bureau, composé du président, du vice-président, de soixante représentants des chefs d'entreprise, élus par leurs pairs pour un mandat de cinq ans, et de trente membres associés travaillant en assemblée générale et au sein de dix commissions. Tous les élus sont bénévoles et assument la responsabilité des axes stratégiques et des projets de la CCI.
Elle est présidée depuis septembre 2019 par Philippe Valentin, PDG du Groupe Valentin. Il succède à Emmanuel Imberton, PDG de la société SCL, qui occupait ce rôle depuis décembre 2013.

## Missions
La chambre de commerce et d'industrie de Lyon représentait auprès des pouvoirs publics les intérêts du commerce, de l’industrie et des sociétés de service du département du Rhône. Elle formule des propositions sur les questions de politique économique, d’infrastructures et d’équipements. Elle accompagne les entreprises, de la création jusqu'à la transmission en passant par toutes les phases de croissance et de développement. Elle intervient sur les grands dossiers qui touchent au tourisme et à la logistique en région lyonnaise.

### Activités de développement
La CCI a trois missions principales au service du développement des entreprises et du territoire : 
1. Représenter les entreprises et les commerçants, être leur porte-parole auprès des pouvoirs publics
2. Accompagner les entreprises, de la création jusqu'à la transmission en passant par toutes les phases de croissance et de développement
3. Contribuer à la gestion des grands équipements utiles au développement et à l'attractivité du territoire : Aéroports de Lyon, Eurexpo, EM Lyon Business School, Musée des Tissus et des Arts décoratifs

- ... et optimiser l'aménagement du territoire à travers les grandes infrastructures routières, ferroviaires, fluviales.

La CCI héberge plusieurs entités : 
- Enterprise Europe Network, un des relais de l'Union européenne à Lyon[4],
- Aderly (Agence pour le développement économique de la région lyonnaise), entité destinée à la promotion du dynamisme économique de la région lyonnaise,
- la Jeune chambre économique de Lyon,
- Lyon place financière et tertiaire,

### Activités gestionnaires
Le groupe CCI est partie prenante dans la gestion et l'exploitation du parc des expositions Eurexpo en tant qu'actionnaire de référence, du Musée des Tissus et des Arts décoratifs dont elle est le propriétaire et l'animateur. Elle intervient financièrement également auprès de l'école de management EMLyon Business School, de l'école EKLYA School of Business, du Centre de perfectionnement aux affaires et de CPE Lyon.
La gestion des deux aéroports de Lyon (aéroport de Lyon-Saint-Exupéry et aéroport de Lyon-Bron), était initialement assurée par la CCI de Lyon ; elle est depuis le 9 mars 2007 effectuée par la société Aéroports de Lyon.

### Services aux entreprises
(mars 2014).
Dans son rôle de défenseur des intérêts des entreprises lyonnaises, la CCI de Lyon a mis en place un grand nombre d'outils pour ses sociétaires. On peut ainsi citer :
- Le Centre de formalités des entreprises ou CFE[5],
- Le Centre de Formalité Internationales ou CFI
- Un  Service Formalités apprentissage ou SFA
- Un fichier listant les 108 000 entreprises de la région lyonnaise et de la Loire [6],
- un centre de formation, CCI formation[7], propose des programmes de formation professionnelle continue pour les salariés, les dirigeants d'entreprise, les personnes chargées des ressources humaines, les demandeurs d'emploi. Certaines formation professionnelle sont diplômante et qualifiante pour les étudiants et demandeurs d'emploi, d'autres sont destinées à la formation en création, reprise et transmission d'entreprise.

La CCI agit également comme centre de ressource et d'information sur des sujets comme l'apprentissage, les formalités vis-à-vis des marchés à l'international, des accompagnements dans les démarches de création, de reprise et de transmission d'entreprise, le conseil au développement dans les domaines de la compétitivité et du développement commercial, de l'innovation, de la réglementation, ou encore de l'anticipation des difficultés.

### Implantations
Avant la fusion de 2016, son réseau de proximité se déployait au travers de sept agences territorialisées, auxquelles pouvaient s'adresser les entreprises.
- Agence CCI Centre à Lyon,
- Agence CCI Nord à Limonest,
- Agence CCI Centre-Est à Vaulx-en-Velin,
- Agence CCI Est à Chassieu,
- Agence CCI Sud-Est à Corbas,
- Agence CCI Sud-Ouest à Givors.

## Liste des présidents
| Période                      | Nom                         |
| ---------------------------- | --------------------------- |
| 1803-1808                    | Guillaume Benoît Couderc    |
| 1808-1816                    | Alexis-Antoine Régny        |
| 1816-1827                    | Dominique Mottet de Gérando |
| 1828-1838                    | Laurent Dugas               |
| 1838-1844                    | Joseph Brosset              |
| 1844-1845                    | Laurent Dugas               |
| 1845-1868                    | Joseph Brosset              |
| 1869-1871                    | Louis-César Guerin          |
| 1871-1881                    | Oscar Galline               |
| 1889                         | Édouard Aynard              |
| 1899-1911                    | Auguste Isaac               |
| 1911-1921                    | Jean Coignet                |
| 1912 ?-1931 ?                | Louis Pradel                |
| 1932-1934 (dates à vérifier) | Anatoile Celle              |
| 1934-1937                    | Henry Morel-Journel         |
| 1938-1944                    | Paul Charbin                |
| 1960-1963                    | Hugues Morel-Journel        |
| 1968-1972                    | Léon Peillon                |
| 1972-1979                    | Fernand Blanc               |
| 1979-1983                    |                             |
| 1983-1989                    | Étienne Carrot              |
| 1989-1994                    | Bruno Vincent               |
| 1994-2000                    | Guy Malher                  |
| 2000-2004                    | Jean Agnès                  |
| 2004-2007                    | Jean-Paul Mauduy            |
| 2007-2011                    | Guy Mathiolon               |
| 2011- 2013                   | Philippe Grillot            |
| 2013-2019                    | Emmanuel Imberton           |
| 2019-                        | Philippe Valentin           |

## Pour approfondir